# Cratere Stiffe
Stiffe è un cratere sulla superficie di 243 Ida.